# Tuve socken
Tuve socken i Västergötland ingick i Östra Hisings härad, uppgick 1967 i Göteborgs stad och området ingår sedan 1971 i Göteborgs kommun och motsvarar från 2016 Tuve distrikt.
Socknens areal är 16,75 kvadratkilometer varav 16,55 land. År 2000 fanns här 10 337 invånare.  En del av tätorten Göteborg (Tuve) samt sockenkyrkan Tuve kyrka ligger i socknen.   

## Administrativ historik
Tuve socken har medeltida ursprung. Socknen ingick före mitten av 1200-talet i Hisings skeppsreda i Älvsyssel, Norge.
Vid kommunreformen 1862 övergick socknens ansvar för de kyrkliga frågorna till Tuve församling och för de borgerliga frågorna bildades Tuve landskommun. Landskommunen uppgick 1967 i Göteborgs stad som 1971 ombildades till Göteborgs kommun. Tuve församling uppgick 2010 i Tuve-Säve församling. Området är numera en stadsdel och primärområde i Göteborg med namnet Tuve. 
1 januari 2016 inrättades distriktet Tuve, med samma omfattning som församlingen hade 1999/2000.
Socknen har tillhört län, fögderier, tingslag och domsagor enligt vad som beskrivs i artikeln Östra Hisings härad. De indelta båtsmännen tillhörde 2:a Bohusläns båtsmanskompani.

## Geografi
Tuve socken ligger nordväst om Göteborg på östra Hisingen kring Kvillebäcken och Holmbäcken. Socknen har en slättbygd med inslag av skogiga bergplatåer främst i väster.
Kvillebäckens dalgång går i nord-sydlig riktning. Tuve socken börjar vid Hildedal i söder och sträcker sig norrut längs Tuvevägen genom Grimbo och stadsdelen Tuve, därefter vidgas dalen vid Skändla när den går ihop med Holmbäckens dalgång som ansluter från väster. 
Väster om Kvillebäckens dalgång breder ett bergigt och till stora delar skogbeklätt landskap ut sig fram till Hisingsleden i väster. Allra längst i söder ligger S. A. Hedlunds park och Kärrdalen, norr om detta ligger friluftsområdet Kättilsröd och i anslutning till leden i väster Volvo Tuveverken. Bergen övergår i norr till lerslätter vid Stora Holm och Holmbäckens dalgång.
I norr avgränsas socknen av berget Skändla rös, mellan berget och de centrala bergen breder ett odlingslandskap ut sig som delvis är ersatt av småskalig industri och en stor trafikövningsplats vid Stora Holm i väster.
En sätesgård var Stora Holms säteri.

## Fornlämningar
Cirka 30 boplatser från stenåldern har påträffats. Från bronsåldern finns spridda gravrösen. Från järnåldern finns spridda gravar, åtta gravfält och en fornborg.

## Befolkningsutveckling
Befolkningen ökade från 529 1810 till 903 1810 varefter den minskade till 628 år 1900. Sedan dess har folkmängden ökat till 11 803 1980 då den var som störst under 1900-talet. Den stora expansionen ägde rum efter 1960 då folkmängden fortfarande var 2 004 personer.

## Namnet
Namnet skrevs 1462 Twfua och kommer från kyrkbyn. Namnet innehåller tuva troligen syftande på en bergknalle.